# Piotr (kardynał S. Maria in Aquiro)
Piotr, łac. Petrus (zm. w 1144) – kardynał-diakon S. Maria in Aquiro z nominacji papieża Innocentego II. Sygnatariusz bulli papieskich między 19 kwietnia 1141 a 20 maja 1144. Uczestnik papieskich elekcji we wrześniu 1143 i marcu 1144.